# Леотихид I
Леотихид I (др.-греч. Λεω¬τυχί¬δην) — царь Спарты из династии Еврипонтидов, правивший в VII веке до н. э.
Имя Леотихида в своей «Истории» называет Геродот при перечислении предков царя Леотихида — одного из командующих греческим флотом во время битвы при Микале, произошедшей в 479 году до н. э. Павсаний в «Описании Эллады» приводит мнение Риана о том, что Леотихид был царём в Спарте во время Второй Мессенской войны, но указывает, что с этой позицией сам он не согласен. Древнегреческий географ отметил, что в это время в Спарте из династии Еврипонтидов царствовал Анаксидам, а Леотихид же властвовал после Демарата. По замечанию П. Картледжа, ссылающегося на содержание одного из папируса из Оксиринха, Леотихид I действительно правил — около 600 года года до н. э. Как отметила Л. Г. Печатнова, отцом Леотихида был Анаксилай, а сыном — Гиппократид.